# Breezing
Breezing è un album di Sonny Red, pubblicato dalla Jazzland Records nell'aprile del 1961.
Il disco fu registrato il 3 novembre 1960 al Plaza Sound Studis di New York City, New York (Stati Uniti).

## Tracce
Brani composti da Sonny Red, tranne dove indicato
Lato A
1. Brother B. – 5:02
2. All I Do Is Dream of You – 4:03 (Arthur Freed, Nacio Herb Brown)
3. The New Blues – 5:34
4. Ditty – 4:36

Lato B
1. 'Teef – 6:26
2. Breezing – 6:06
3. A Handful of Stars – 4:42 (Jack Lawrence, Ted Shapiro)
4. If There Is Someone Lovelier Than You – 2:50 (Howard Dietz, Arthur Schwartz)

## Musicisti
- Sonny Red - sassofono alto
- Blue Mitchell - tromba (brani: A1, A3, B1 e B2)
- Yusef Lateef - sassofono tenore (brani: A1, A3, B1 e B2)
- Barry Harris - pianoforte
- Bob Cranshaw - contrabbasso
- Albert Heath - batteria[3]